# فالبونا
بلدية بالبونا دانويا (بالكاتالانية: Vallbona d'Anoia) هي إحدى بلديات مقاطعة برشلونة، والتي تقع في منطقة كاتالونيا، شرق إسبانيا.
يبلغ عدد سكانها 1.337 نسمة وفقاً لإحصائية سنة (2007).